# IC 4197
IC 4197 ist eine elliptische Galaxie vom Hubble-Typ E/SB0 mit aktivem Galaxienkern im Sternbild Hydra südlich der Ekliptik. Sie ist schätzungsweise 129 Millionen Lichtjahre von der Milchstraße entfernt und hat einen Durchmesser von etwa 55.000 Lichtjahren. Im selben Himmelsareal befinden sich unter anderem die Galaxien NGC 4968, NGC 4970, NGC 4993, IC 4180.
Das Objekt wurde am 27. Februar 1898 von dem US-amerikanischen Astronomen Lewis A. Swift entdeckt.